# SS-Wachsturmbann Eimann
SS-Wachsturmbann Eimann war der Name für eine besondere SS-Einheit, die von Sommer bis Herbst 1939 auf dem Territorium der Freien Stadt Danzig bestand und im Anschluss in den Totenkopfverbänden aufging. Andere Bezeichnungen für diese SS-Einheit sind auch SS-Sturmbann Eimann und SS-Sondersturmbann „E“.

## Geschichte
Am 3. Juli 1939 wurde durch den damaligen „Bevollmächtigten des Danziger Senates für politische Angelegenheiten“, SS-Brigadeführer Johannes Schäfer, aus Angehörigen der Danziger SS-Standarte 36 der sogenannte SS-Wachsturmbann „E“ aufgestellt. Kommandeur dieser neu aufgestellten SS-Einheit war der SS-Sturmbannführer Kurt Eimann, der auch die Danziger SS-Standarte leitete. Offiziell war der Wachsturmbann „E“ (das „E“ stand für Eimann) ein bewaffneter Reservesturmbann der Danziger SS und wurde formal als verstärkte SS-Polizeireserve für Sonderaufgaben aufgestellt. Faktisch war dieser Sturmbann aber eine Einheit des SS-Sicherheitsdienstes und dem Danziger Polizeipräsidenten unterstellt. Stabsführer dieser SS-Einheit war Max Pauly.
Noch im Juni 1939 begannen Bautrupps der Danziger SS und des Wachsturmbanns im Danziger Raum verschiedene „provisorische Internierungslager“ zu errichten. Währenddessen begann unter dem Kommando des SS-Obersturmführers Erich Gunst nordwestlich des Dorfes Stutthof ein Bautrupp ein „SS-Sonderlager“ anzulegen. Alle „Internierungslager“ des Polnischen Korridors und das „Sonderlager Stutthof“ unterstanden von Juni 1939 bis zum 7. Januar 1942 organisatorisch Pauly. Der Wachsturmbann „E“, der etwas später in Wachsturmbann „Eimann“ umbenannt wurde, unterwanderte auch in den volksdeutschen Gebieten des Korridors die entstehenden „Deutschen Selbstschutzverbände“, in dem die Danziger SS indirekt über den Wachsturmbann diese mit Waffen ausstattete und militärisch ausbildete. Auch stammten viele Kommandeure dieser „Selbstschutzverbände“ unmittelbar aus dem Danziger Wachsturmbann.
Ab dem 1. September beteiligte sich der Wachsturmbann „Eimann“ am Kampf um die Westerplatte und erstürmte die Eisenbahndirektion Danzig. Zudem beaufsichtigte das Kaderpersonal das neuerrichtete „Sonderlager Stutthof“ und wurde überwiegend für „besondere Polizeiaufgaben“ im neuen „Reichsgau Danzig-Westpreußen“, das heißt zur Verfolgung und Internierung polnischer Juden, eingesetzt.
Mit dem deutschen Überfall auf Polen am 1. September 1939 gehörte der Wachsturmbann „Eimann“ zu den irregulären Hilfsverbänden. Himmler warf dem damaligen HSSPF Danzig-Westpreußen, Richard Hermann Hildebrandt, in einem Schreiben vor, sich damit aus eigensüchtigen Motiven einen „Spezialverband zur besonderen Verfügung“ aufgestellt zu haben. Himmler später: „Sie werden mir zustimmen, dass damit das Ende der SS als einheitlicher Organisation gekommen wäre.“
Der Wachsturmbann „Eimann“ wurde mit der SS-Heimwehr Danzig zusammen am 30. September 1939 aufgelöst und in den „SS-Totenkopfsturmbann KL Stutthof“ umgewandelt.
Im Massaker von Piaśnica, einem Ort rund 30 Kilometer nordwestlich von Gdynia, wurden kurz nach der Besetzung Polens über 10.000 Menschen, darunter mindestens 1200 Patienten aus Heil- und Pflegeanstalten, unter dem Kommando von Kurt Eimann erschossen.
Von Juni 1939 bis Mai 1945 gehörten der Wachtruppe des KZ Stutthof („SS-Totenkopf-Wachsturmbann KL Stutthof“) rund 2500 Personen an, unter denen auch viele Frauen waren.

## Gliederung des Wachsturmbannes „E“
Kommandant
- SS-Sturmbannführer Kurt Eimann

Gefechtsordnung
- Kommando
- I. Hundertschaft
- II. Hundertschaft
- III. Hundertschaft
- IV. Hundertschaft
- Kraftfahrstaffel